# Gyökrendszer
Gyökrendszeren (a matematikában) egy euklideszi vektortér olyan véges generátorrendszerét értjük, melynek (később definiálandó) speciális geometriai tulajdonságai (ld. lentebb) segítségével jól jellemezhetők a vektortér tükrözési szimmetriái.

## Motiváció
Legyen
{\displaystyle f:\mathbb {R} ^{3}\rightarrow \mathbb {R} }
a koordinátatérben értelmezett olyan integrálható függvény, mely azzal a tulajdonsággal rendelkezik, hogy minden origó középpontú, a tengelyekre illeszkedő csúcsú szabályos oktaéder felületén konstans értéket vesz fel. Ekkor az f függvény olyan tükrözési szimmetriát mutat, ami miatt elegendő az első térnyolcadban kiszámítani az integrál értékét, majd azt megszorozni nyolccal:
{\displaystyle \int f=8\;\cdot \int f|_{\,_{(0,+\infty )^{3}}}}
Világos, hogy itt a szimmetria nem más mint a (1,0,0), (0, 1, 0) és (0, 0, 1) normálvektorú, origón áthaladó síkokra történő tükrözések szimmetriája. A
{\displaystyle B=\{(1,0,0),(0,1,0),(0,0,1)\}\,}
sztenderd bázis minden elemét tükrözve az említett síkokra kapjuk, az
{\displaystyle R=\{(1,0,0),(0,1,0),(0,0,1),(-1,0,0),(0,-1,0),(0,0,-1)\}\,}
vektorhalmazt, melynek pont 8 olyan részhalmaza van, mely egyben a koordinátatér bázisa is. Ezek feleltethetők meg a térnyolcadoknak és innen a 8-as szám. R zárt a fenti tükrözésekre, és elemeinek lineáris kombinációjával előállítható a vektortér összes eleme.
Érdemes megjegyezni, hogy egy origón áthaladó síkra vonatkozó tükrözés hozzárendelési utasítása előállítható a vektorműveletek segítségével. Ha n az S (origón áthaladó) sík normálvektora, akkor a v vektor S-re vonatkozó tükörképe:
{\displaystyle \mathbf {v} '=\mathbf {v} -2{\frac {\mathbf {v} \mathbf {n} }{\mathbf {n} \mathbf {n} }}\mathbf {n} }
ahol
{\displaystyle {\frac {\mathbf {v} \mathbf {n} }{\mathbf {n} \mathbf {n} }}}
a v vektor n (nem feltétlenül egység hosszúságú) normálvektor egyenesére eső merőleges vetülete, melyet a {\displaystyle \cdot } skaláris szorzással állítottunk elő.
Bonyolultabb vektortér esetén egyáltalán nem triviális megtalálni az egyszerűsítésre lehetőséget adó szimmetriákat, így érdemes keresni az R-hez hasonló tulajdonságú vektorhalmazokat (ezek lesznek a gyökrendszerek).

## Absztrakt gyökrendszerek

### Tükrözések
Definíció – Legyen V véges dimenziós vektortér a k test felett és α ∈ V vektor. Azt mondjuk, hogy az s ∈ Hom(V) lineáris transzformáció egy α által meghatározott tükrözés, ha
{\displaystyle 1)\;\;s(\alpha )=-\alpha \,}
{\displaystyle 2)\;\;dim\,H=dim\,V-1}
teljesül az s által fixen hagyott pontok alkotta H altérre (vagyis a H:={h ∈ V | s(h)=h } halmaz a V hipersíkja).
A lineáris leképezések előírhatósági tétele felhasználásával bizonyítható, hogy minden nemnulla α ∈ V esetén létezik egyetlen, α által meghatározott tükrözés. Ezt s  α-val jelöljük.
Tulajdonságok
A V* duális tér tulajdonságaiból adódik, hogy létezik egy kitüntetett
{\displaystyle \varphi :V{\mbox{*}}\otimes V\rightarrow Hom(V)}
vektortérizomorfizmus éspedig a következő hozzárendelési utasítással:
{\displaystyle \varphi (\mathbf {v} {\mbox{*}}\otimes \mathbf {v} ):\mathbf {w} \mapsto \mathbf {v} {\mbox{*}}(\mathbf {w} )\mathbf {v} }
Ennek felhasználásával juthatunk el a tükrözések geometriai tulajdonságaihoz.
Állítás – Ha s ∈ Hom(V) és α∈V \ { 0 }, akkor az alábbi három kijelentés egymással ekvivalens:
(i) s egy α által meghatározott tükrözés,
(ii) létezik olyan α * ∈ V* elem, hogy
{\displaystyle s=Id_{V}-\varphi (\alpha {\mbox{*}}\otimes \alpha )}
és α*(α)=2,
(iii) s2=IdV és Im( s – IdV ) = kα (k a vektortér alatt fekvő test).
Ha a fenti tulajdonságok teljesülnek, akkor α*-ot s egyértelműen meghatározza.
Megjegyzés – A (ii)-es pontban lévő α*-ot úgy kapjuk, hogy vesszük a H:={h ∈ V | s(h)=h } hipersíkot és definiáljuk azt az α* lineáris leképezést, melyre Ker(α*)=H és α*(α)=2.
A V2-n értelmezett (v,w){\displaystyle \mapsto }(v,w)α:=α*(v)α*(w) leképezés a skaláris szorzat szerepét játszhatja, ha v helyére α-t helyettesítünk. Ha ugyanis w=h+μα alkalmas h ∈ H-val és μ ∈ k-val, akkor (α,w)α=α*(α)α*(μα)=4μ=(α|α)αμ, így valóban fennáll a tükrözés hozzárendelési utasítására a
{\displaystyle s_{\alpha }(\mathbf {w} )=\mathbf {w} -2{\frac {(\alpha ,\mathbf {w} )_{\alpha }}{(\alpha ,\alpha )_{\alpha }}}\alpha }
formula.

### Gyökrendszer
Definíció – A k test feletti véges dimenziós V vektortér véges sok, nemnulla vektorának R halmazát gyökrendszernek nevezzük, ha
(i) R generátorrendszere V-nek,
(ii) minden α ∈ R-re az általa meghatározott sα tükrözés olyan, hogy sα(R)=R,
(iii) minden R-beli α és β elemre teljesül, hogy sα(β) – β ∈ Zα (azaz sα(β) – β az α egész számú többszöröse).
R elemeit gyököknek nevezzük.
Megjegyzés – a (iii) tulajdonságot szokás krisztalografikus tulajdonságnak is nevezni, mert ennek köszönhető, hogy a gyökrendszer rácsként is ábrázolható.
További elnevezések:
- oszthatatlan gyök – a (iii) tulajdonsághoz kapcsolódva, számelméleti megfontolásokkal belátható, hogy ha két gyök párhuzamos egymással, például létezik t ∈ Z, hogy α = t β , akkor szükségképpen t∈{{\displaystyle \pm }½,{\displaystyle \pm } 1,{\displaystyle \pm } 2}. Az α gyökkel párhuzamos gyökök halmaza tehát vagy {α, -α}, vagy {α, ½α, -½α, -α}, vagy {α, 2α, -2α, -α}, . Azt mondjuk, hogy egy α gyök oszthatatlan, ha ½α nem eleme R-nek (azaz a gyökkel csak az ellentettje párhuzamos a gyökök között).
- redukált gyökrendszer – azt mondjuk, hogy a gyökrendszer redukált, ha minden gyöke oszthatatlan; gyakran a gyökrendszer fogalmába beleértik a redukált tulajdonságot és (iv)-es tulajdonságként szerepeltetik a definícióban.
- irreducibilis gyökrendszer – ha a V vektortér, két altere direkt összegére bontható és mindkét altérhez találunk gyökrendszert, akkor a két gyökrendszer uniója V-nek is gyökrendszere; ha V egy R gyökrendszere előáll két V-t direkt összegként előállító altér gyökrendszerének uniójaként, akkor R felbontható (reducibilis); ellenkező esetben R-et felbonthatatlannak (irreducibilisnek) nevezzük.

### Gyökrendszer Weyl-csoportja
Definíció – Ha R gyökrendszer a V vektortérben, akkor az Aut(V) (automorfizmus csoport) S:={sα | α ∈ R} halmaz által generált részcsoportját a gyökrendszer Weyl-csoportjának nevezzük és W(R)rel jelöljük.
Állítás – Aut(R) és W(R) véges részcsoportjai Aut(V)-nek. W(R) normálosztó Aut(R)-ben.

## Gyökrendszerek osztályozási tétele
A gyökrendszereket gráfokkal reprezentálhatjuk, melyeket Dynkin-diagramoknak nevezzük. Minden redukált gyökrendszer besorolható 4 végtelen (An, Bn, Cn, Dn) és 5 úgy nevezett sporadikus típusba (E6, E7, E8, F4, G2) az izomorfizmus erejéig. Az osztályozás mikéntjét lásd a Dynkin-diagramoknál.

## Néhány tétel gyökrendszerekre
- Tétel – A gyökrendszer Weyl-csoportja tranzitív csoportábrázolása a gyökrendszer Weyl-kamrái halmazának. A Weyl-csoport előáll a Weyl-kamrák falára történő tükrözések halmaza által generált részcsoportként.

- Tétel – A gyökrendszert egyértelműen meghatározza a Dynkin-diagramja. A gyökrendszer Dynkin-diagramja pontosan akkor összefüggő, ha a gyökrendszer irreducibilis.

- Tétel – Legyen {\displaystyle {\mathfrak {g}}} Lie-algebra, {\displaystyle {\mathfrak {t}}} maximális tórusz {\displaystyle {\mathfrak {g}}}-ben, {\displaystyle {\mathfrak {n}}({\mathfrak {t}})} a {\displaystyle {\mathfrak {t}}} normalizátora. A {\displaystyle {\mathfrak {g}}} Lie-algebra {\displaystyle {\mathfrak {r}}} gyökrendszerének {\displaystyle {\mathfrak {w}}} Weyl-csoportja izomorf a Lie-algebra {\displaystyle {\mathfrak {n}}({\mathfrak {t}})/{\mathfrak {t}}} Weyl-csoportjával.